# Gora Georgija Grechko
Gora Georgija Grechko är ett berg i Antarktis. Det ligger i Östantarktis. Australien gör anspråk på området. Toppen på Gora Georgija Grechko är 1 636 meter över havet.
Terrängen runt Gora Georgija Grechko är huvudsakligen kuperad, men norrut är den bergig.  Trakten är obefolkad. Det finns inga samhällen i närheten.